# (6938) Soniaterk
(6938) Soniaterk (5140 T-2) – planetoida z pasa głównego asteroid okrążająca Słońce w ciągu 5,19 lat w średniej odległości 3 j.a. Odkryta 25 września 1973 roku.